# サジャ・ウム・アル・リムス自然保護区
サジャ・ウム・アル・リムス自然保護区（サジャ・ウム・アル・リムスしぜんほごく）とは、サウジアラビア野生生物局が管理するサウジアラビアの保護地域である。

## 概要
サウジアラビア中央部に位置する自然保護区である。面積は6,528.2 km2で、1995年に自然保護区に指定された 。

## 自然
この保護区は、ホウバラの生息地になっている。1998年、宝ばらの移植地に指定された 。